# Melanie Andernach
Melanie Andernach (* 1974 in Neuwied) ist eine deutsche Filmproduzentin und Drehbuchautorin.

## Leben
Melanie Andernach studierte von 1994 bis 1999 Rechtswissenschaften an der Universität Bonn. Anschließend promovierte sie über das Thema Filmrecht in München und Paris. 2002 bis 2005 folgte dann ein Studium im Fach Kreatives Produzieren an der Internationalen Filmschule Köln. Ihren Bachelor of Arts machte Melanie Andernach mit den Kurzspielfilmen Stillleben von Marcel Ahrenholz und Amor Fati von Dennis Todorović.
Die von ihr produzierten Filme liefen auf zahlreichen Filmfestivals. Stillleben wurde unter anderem auf dem Camerimage in Łódź und dem International Film Festival Rotterdam gezeigt. Nominiert wurde der Film, bei dem Andreas Köhler hinter der Kamera stand, für den Deutschen Kamerapreis 2006, er wurde auch in den Katalog der AG Kurzfilm aufgenommen. Amor Fati lief unter anderem auf dem Internationalen Filmfestival von Locarno und dem Film Festival Seoul. Der Film wurde für den First Steps Award 2007 nominiert und gewann den Publikumspreis beim Filmfest Dresden 2006. Die Dinge zwischen uns wurde im Rahmen der Berlinale 2008 für die Reihe „Perspektive Deutsches Kino“ bei den Internationalen Filmfestspielen Berlin 2008 ausgewählt.
Knut Losen und Melanie Andernach sind Geschäftsführer der Filmproduktionsfirma Made in Germany Filmproduktion, die sie auch gemeinsam gegründet haben. 
2024 wurde sie für den Film Sieben Winter in Teheran in der Kategorie Bester Dokumentarfilm mit dem Deutschen Filmpreis ausgezeichnet, in der sie ebenfalls mit dem Film Vergiss Meyn Nicht nominiert war. Mit der Editorin Nicole Kortlüke gewann Sieben Winter in Teheran zudem in der Kategorie Bester Schnitt.
Melanie Andernach lebt in Köln.

## Filmografie (Auswahl)
- 2005: Stillleben (Produktion und Drehbuch)
- 2005: Amor fati (Produktion und Drehbuch)
- 2006: Kado (Regie, Produktion und Drehbuch)
- 2008: Die Dinge zwischen uns (Produktion)
- 2008: Code 21 (Fernsehfilm), (Produktion und Co-Regie Segment „Das Geschenk“)
- 2009: A Triangle Dialogue (Produktion)
- 2010: Zeche is nich – Sieben Blicke auf das Ruhrgebiet 2010 (inkl. Thomas, Thomas) (Produktion)
- 2013: Schnee von gestern
- 2015: Die letzten Gigolos
- 2017: 1000 Arten Regen zu beschreiben
- 2023: Sieben Winter in Teheran (Dokumentarfilm)